# 瑪寇札塔·叔莫斯卡
玛乌戈热塔·舒莫夫斯卡（發音：[mawɡɔˈʐata ʂuˈmɔfska]；1973年2月26日—）是一名波蘭女性電影導演。她2013年的作品《以慾望之名》於第63屆柏林影展獲得泰迪熊獎；2015年，她以《通靈診療室》於第65屆柏林影展獲得最佳導演銀熊獎。

## 外部連結
- 瑪寇札塔·叔莫斯卡在互联网电影资料库（IMDb）上的資料（英文）
- 瑪寇札塔·叔莫斯卡在豆瓣上的资料（简体中文）